# Lotnisko Sanok-Baza

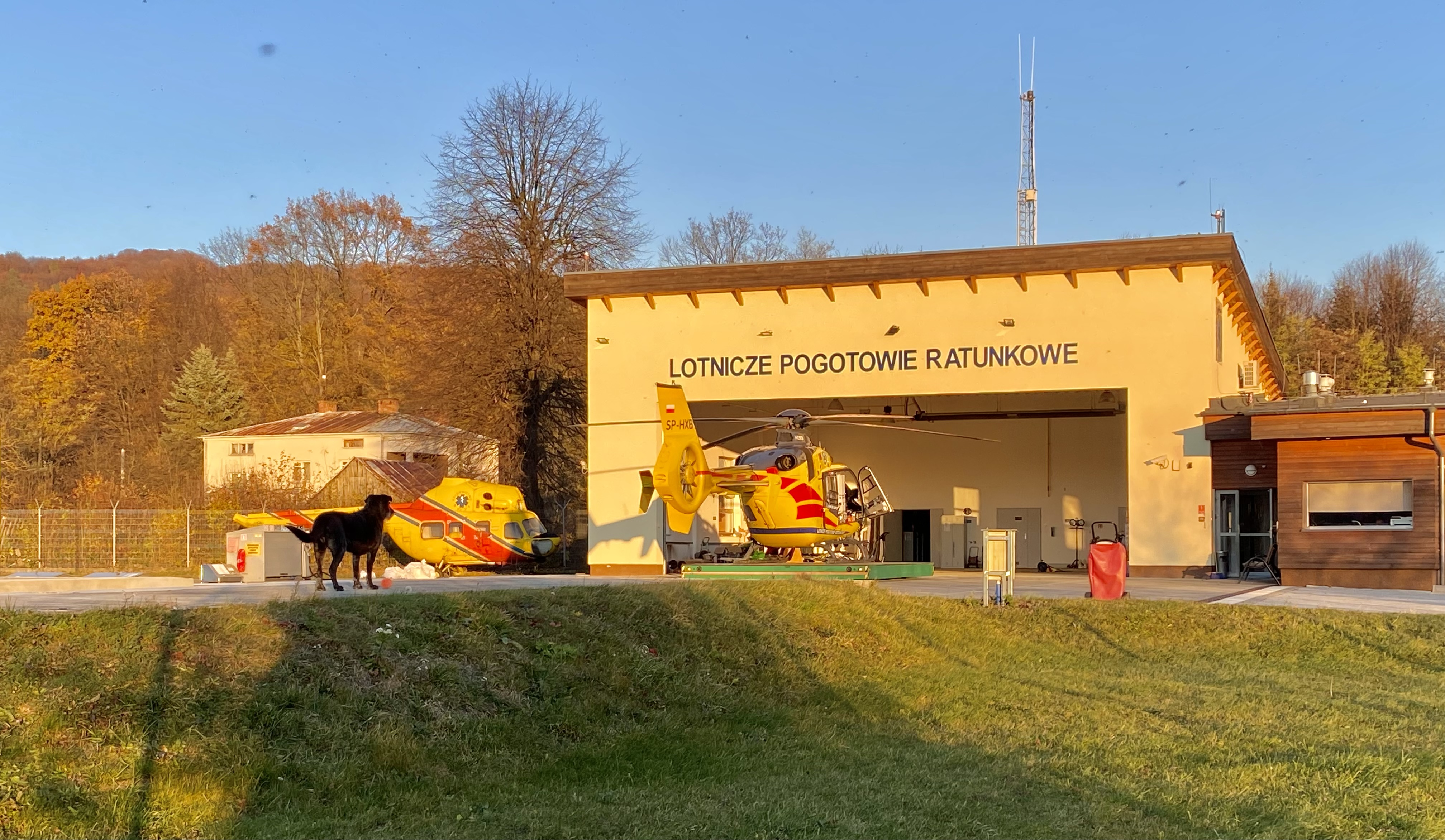
Baza HEMS Sanok

Lotnisko Sanok-Baza, wcześniej jako „lotnisko sanitarne” (kod ICAO: EPSA) – lotnisko cywilne w Sanoku, w województwie podkarpackim, stanowiące od 1961 roku bazę Lotniczego Pogotowia Ratunkowego. Przeznaczone jest do wykonywania startów i lądowań śmigłowców sanitarnych i ratowniczych w dzień i w nocy, o dopuszczalnej masie startowej 5700 kg.
Zarządzającym lotniskiem jest Lotnicze Pogotowie Ratunkowe w Warszawie. W 2012 roku zostało wpisane do ewidencji lądowisk Urzędu Lotnictwa Cywilnego pod numerem 162, zaś w 2017 roku do rejestru lotnisk cywilnych.

## Charakterystyka
Baza jest usytuowana w Sanoku na Białej Górze w granicach dzielnicy Wójtostwo, na prawym brzegu rzeki San, przy ulicy Biała Góra, w stronę wsi Międzybrodzie, nieopodal Muzeum Budownictwa Ludowego.
Baza obsługuje całe województwo podkarpackie, w szczególności górski teren Bieszczadów, zapewniając szybką pomoc mieszkańcom województwa i turystom odwiedzającym ten region. Sanockie LPR ściśle współpracuje z Bieszczadzką Grupą GOPR, z którą niejednokrotnie razem uczestniczy w akcjach poszukiwawczych i ratowniczych w górach. Rokrocznie piloci wraz z ratownikami Lotniczego Pogotowia Ratunkowego w Sanoku wykonują ok. 300 lotów.
W 1961 bazę lotnictwa sanitarnego w Sanoku współtworzył Tadeusz Augustyniak (pierwszym pilotem był początkowo Jerzy Rzewuski, drugim pilotem był Jerzy Mendyka, który później został starszym pilotem i pełnił służbę jako kierownik zespołu). Inicjatorem był kierownik powiatowej stacji pogotowia ratunkowego dr Lesław Łukomski, do służby przydzielony został helikopter SM-1, zaś na lądowisko przeznaczono plac nad Sanem. Początkowo istniał Zespół Lotnictwa Sanitarnego, następnie Bieszczadzkie Pogotowie Lotnicze, które zostało przeniesione z bazy w Ustrzykach Dolnych do Sanoka. Po pierwszych dwóch latach istnienia do 1964 śmigłowiec sanitarny wykonał 2 tys. lotów. W 1973 w ZLS pracowały cztery osoby na służbie (piloci i mechanicy). Lotnicze Pogotowie Ratunkowe w Sanoku powstało w 1974. W 1976 powstał hangar oraz zabudowania. W 1983 zespół dysponował dwoma śmigłowcami Mi-2 oraz samolotem „Gawron”. Przez 36 lat baza w Sanoku dysponowała śmigłowcem Mi-2. Od 18 sierpnia 2010 zastąpił go nowoczesny śmigłowiec Eurocopter EC135.
W 1986 sanockie lotnictwo sanitarne obchodziło jubileusz 25-lecia istnienia, analogicznie jak mająca w Sanoku siedzibę Grupa Bieszczadzka GOPR. W lutym pilotem został Janusz Andrzejewicz, który później został kierownikiem Zespołu Lotnictwa Sanitarnego, a po wyodrębnieniu jednostki szefem Lotniczego Pogotowia Sanitarnego.
5 lipca 2012 roku zaczęła funkcjonować po remoncie i rozbudowie, najnowocześniejsza w Polsce baza LPR. Remont kosztował 6 mln złotych. Cała baza została w zasadzie zbudowana od podstaw (m.in. budynki, ogrodzenie). Stacjonujący tam Eurocopter EC-135 Lotniczego Pogotowia Ratunkowego może teraz wykonywać loty ratunkowe zarówno w dzień jak i w nocy dzięki zainstalowaniu najnowocześniejszego oświetlenia naprowadzającego.

## Galeria

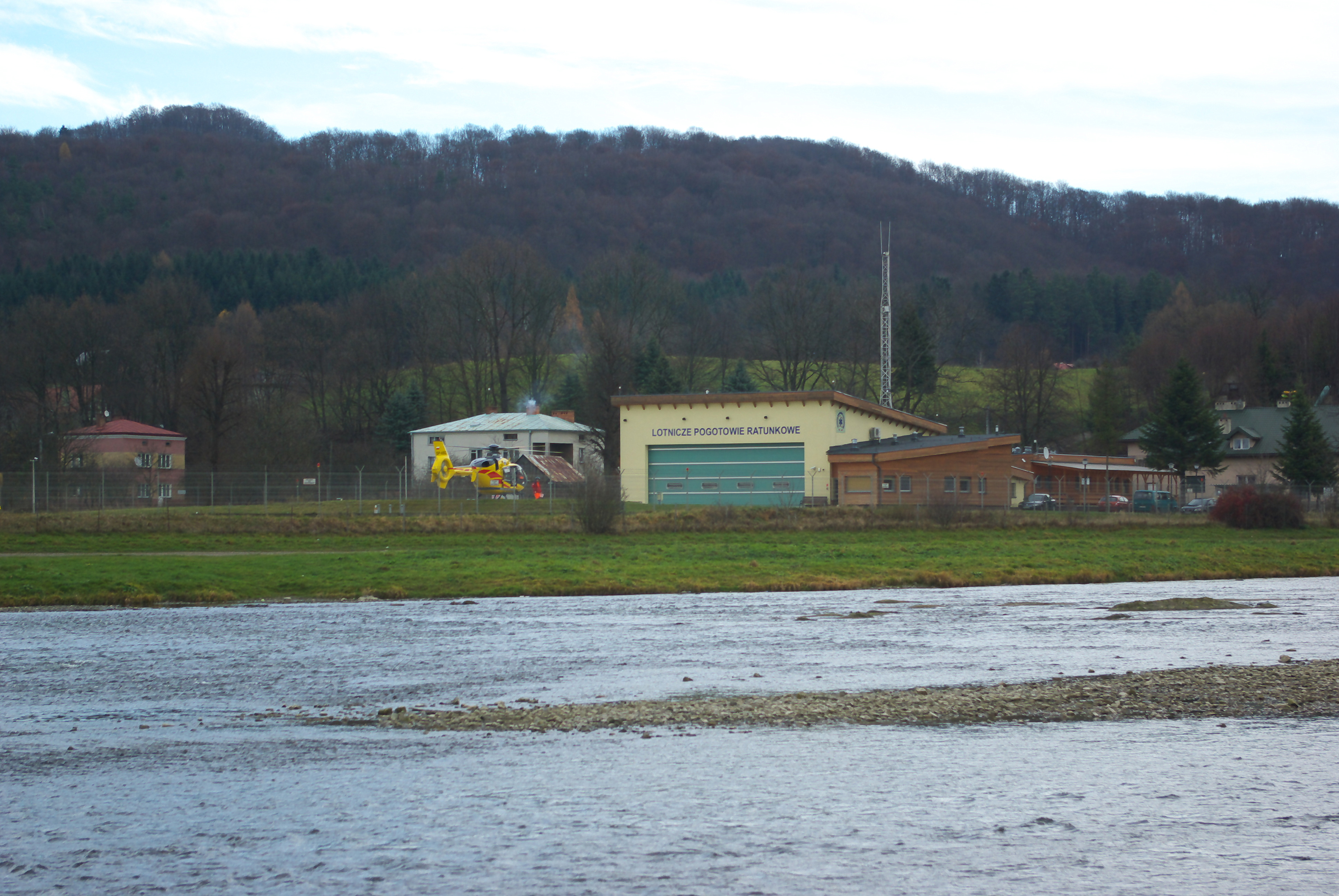
Baza LPR w 2014
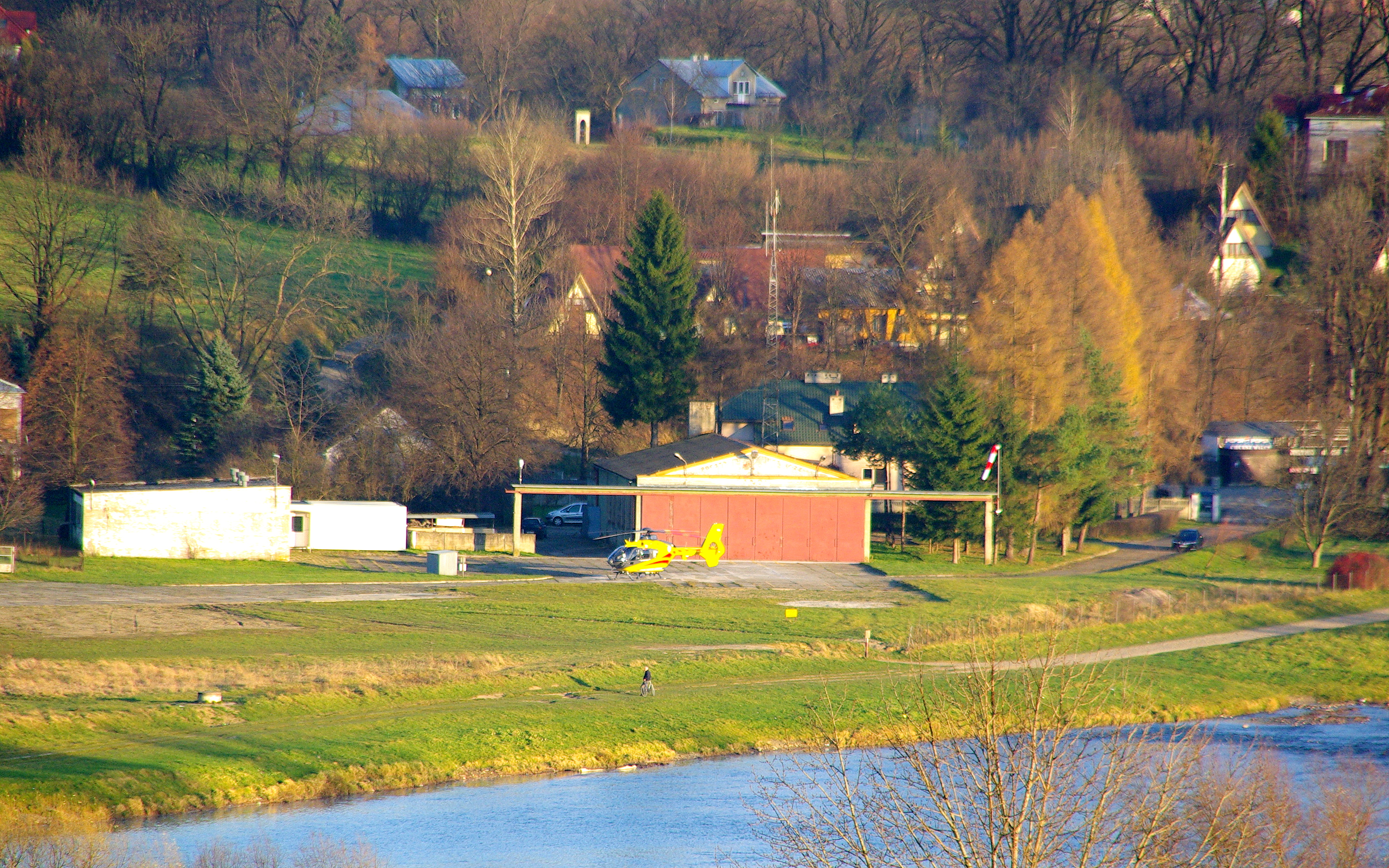
Dawna baza LPR Sanok (przed przebudową)
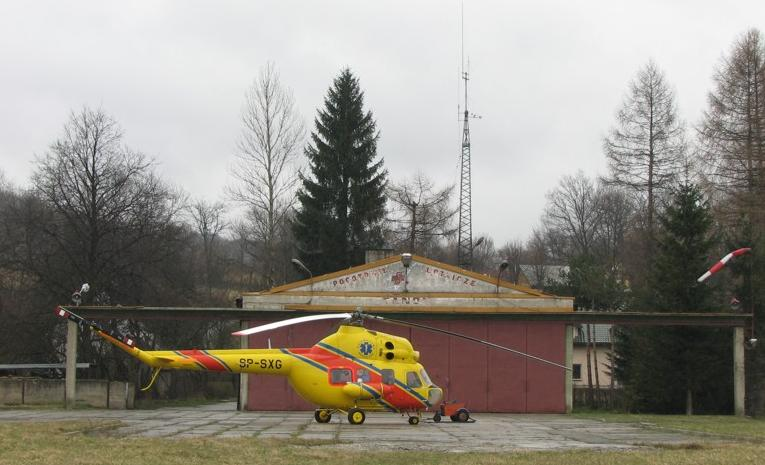
Poprzedni stan bazy lądowiska wraz z byłym śmigłowcem Mi-2 (SP-SXG)
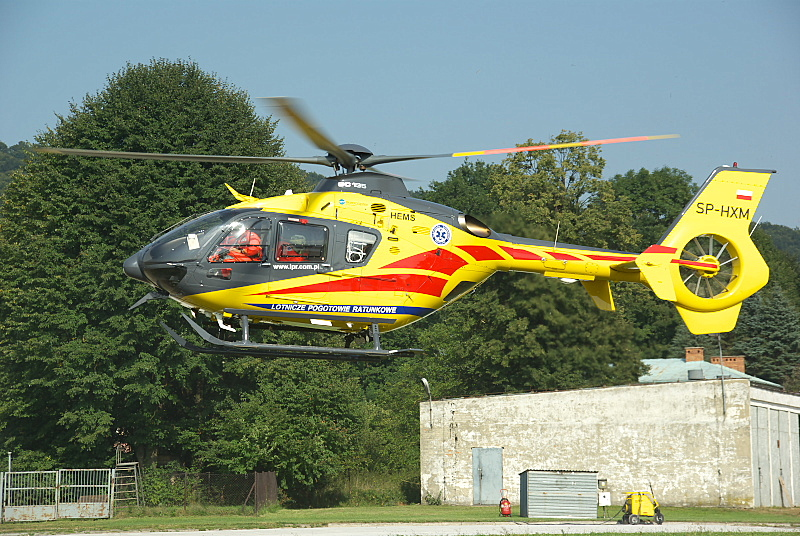
Eksploatowany przez LPR w Sanoku helikopter Eurocopter EC135 (SP-HXM) - (Ratownik 10)
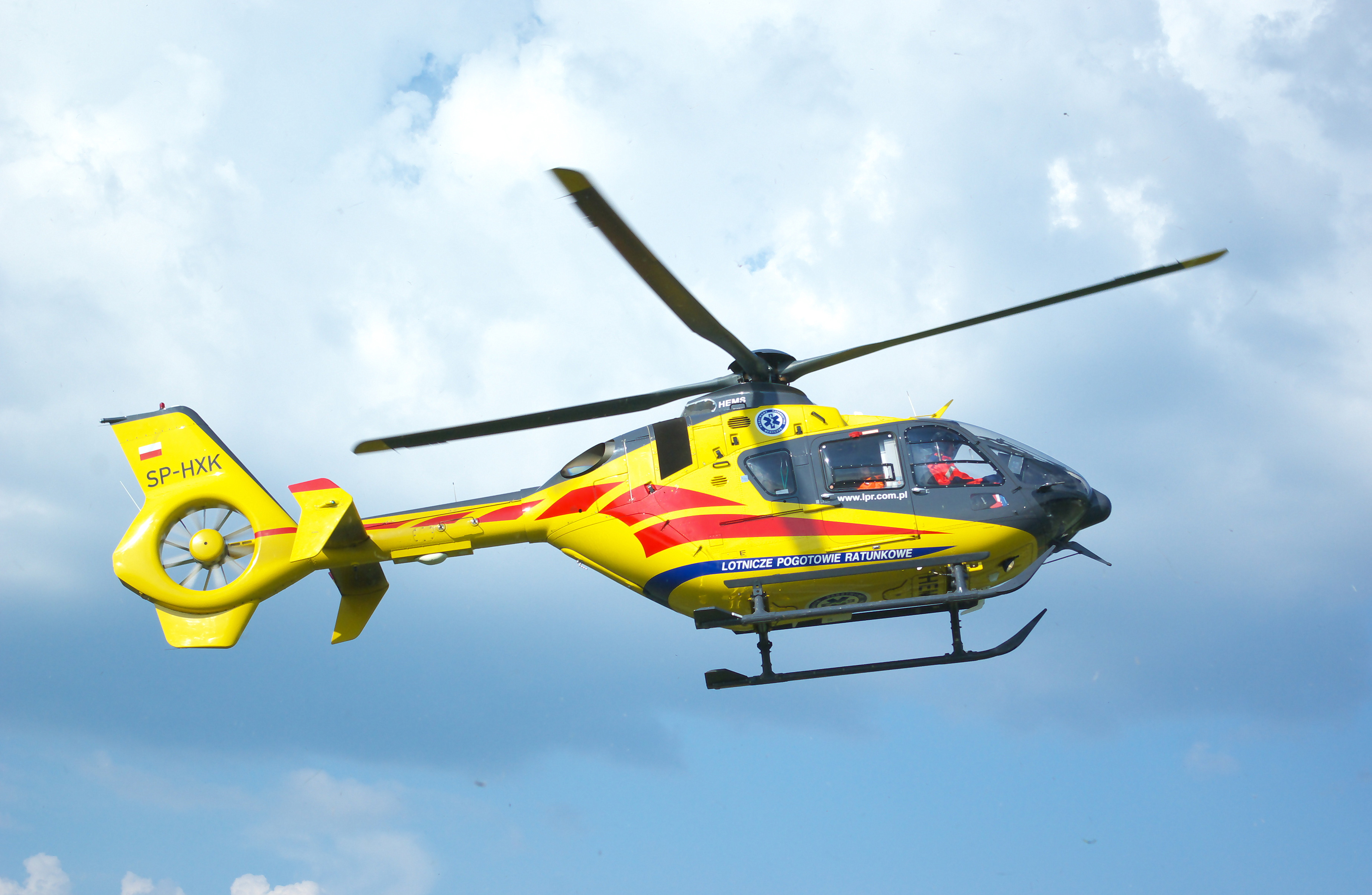
Eksploatowany przez LPR w Sanoku helikopter Eurocopter EC135 (SP-HXK) - (Ratownik 10)